# Masatopes minimus
Masatopes minimus là một loài bọ cánh cứng trong họ Cerambycidae.